# Raúl Tamudo
Raúl Tamudo Montero (Santa Coloma de Gramenet, 19 de outubro de 1977) é um ex-futebolista espanhol. Atualmente está aposentado.

## Carreira

### Espanyol
Atacante, é um dos jogadores mais identificados com o Espanyol, clube onde iniciou a carreira, ainda na equipe B e jogou profissionalmente de 1998 até 2010, sendo capitão da equipe por muitos anos.
Conquistou duas Copas do Rei, em 2000 e 2006, marcando gols em ambas decisões. Aumentou ainda mais sua idolatria entre os fãs do Espanyol ao praticamente decidir a Liga Espanhola de 2007, ao marcar no final do dérbi contra o Barcelona o gol de empate de sua equipe, na penúltima rodada. Segundos antes, o Real Madrid empatara seu jogo contra o Real Zaragoza, mas mesmo assim o Barcelona estava conseguindo roubar a liderança do maior rival. O gol de Tamudo silenciou o Camp Nou e fez com que os merengues recuperassem a dianteira e tirassem do Barça um dos títulos mais ganhos já vistos. Com 111 gols, é o maior artilheiro da história do clube.
Tamudo quase trocou a equipe Blanquiazul pelo Glasgow Rangers em 2001, mas foi reprovado nos exames médicos. Dois dias depois de sua contratação ser abortada pelo clube escocês, marcava três gols em um jogo pelo Espanyol na Copa da UEFA.

### Clubes após história no Espanyol
Em 2010, após 18 anos no Espanyol, assinou um contrato de 1 ano com a Real Sociedad. Na temporada seguinte, assinou contrato com o Rayo Vallecano, clube da Segunda Divisão.
Ao final do contrato, em 2012, assinou com o Pachuca, do México, tendo sua primeira experiência em um clube fora da Espanha. Após não conseguir fechar a renovação, retornou para o futebol de seu país, atuando novamente pelo Rayo Vallecano.

## Seleção
Pela Seleção Espanhola, jogou a partir de 2000. Disputou as Olimpíadas de 2000, tendo sido medalhado com a prata.
Apesar de ser usualmente convocado pela equipe, tendo média de 0,5 gol por jogo (marcou 5 vezes em 10 partidas), não disputou nenhum torneio oficial posteriormente pela Furia - nem as duas Copas do Mundo seguintes, nem a Eurocopa 2004. Também ficou de fora da lista de Luis Aragonés para a Eurocopa 2008, embora tenha feito um gol decisivo nas eliminatórias para o torneio, contra a Dinamarca, abrindo caminho para uma vitória por 3 a 1 fora de casa que classificou a Espanha para a competição já na antepenúltima rodada. Após o feito, em 2007, Raúl Tamudo não voltaria a ser convocado para a seleção nacional.

## Títulos
Espanyol
- Copa do Rei: 1999–00, 2005–06